# Helena Kraljič
Helena Kraljič, slovenska pisateljica, založnica in urednica, * 12. avgust 1971, Ljubljana.

## Življenje
Končala je študij ekonomije. Nekaj let je delala kot povezovalka programa na radijskih postajah, nepremičninska agentka, kot računovodja in revizorka. Prevedla je številne knjige. Njene knjige so izdale številne založbe v Španiji, Italiji, Turčiji, Braziliji, Kitajski, Koreji, Portugalski, Belgiji, Ukrajini, Rusiji, Maleziji, Romuniji, na Poljskem, Slovaškem in drugod.    
Je aktivna v založniški panogi in je članica upravnih odborov:    
- Zbornica knjižnih založnikov in knjigotržcev (ZKZK) pri Gospodarski zbornici Slovenije (GZS)[1]
- Društvo slovenskih založnikov (DSZ; 2013–2020)
- Slovenski knjižni sejem (SKS)[1]
- Mednarodno združenje pisateljev, pesnikov in publicistov (SCPEN; podpredsednica)[2]

### Serije
Ljubezni je za vse dovolj (za otroke s posebnimi potrebami)
- Larina skrivnost (2012) (COBISS)
- Imam disleksijo (2013) (COBISS)
- Imam downov sindrom (2013) (COBISS)
- Žan je drugačen (2014) (COBISS)
- Elvis in Tara morata stran (2014) (COBISS)
- Miha in Maja, otroka s sladkorno boleznijo (2016) (COBISS)
- Kkkmalu bom praznoval rojstni dan, zgodba o jecljanju (2020) (COBISS)

Opere (slikanice)
- Madame Butterfy (2015) (COBISS)
- Čarobna piščal (2014) (COBISS)
- Aida (2014) (COBISS)

Faraoni
- Kleopatra (2015) (COBISS)
- Nefertiti (2015) (COBISS)
- Hačepsut (2016) (COBISS)

Zajček Zdravko
- Nekaj res posebnega (2015) (COBISS)
- Danes nočem videti nikogar več (2016) (COBISS)
- Skrivnostna škatlica (2016) (COBISS)

### Romani
- Prijateljice in skrivnostne počitnice (2003) (COBISS)
- Prijateljice in umori v zapuščeni vili (2003) (COBISS)
- Prijateljice in rastlinjak smrti (2004) (COBISS)
- Prijateljice in usodno srečanje (2005) (COBISS)
- Samove dogodivščine v Deželi Svetlobe (2008) (COBISS)

### Zgibanke
- Čigav je rep? (2004) (COBISS)
- Čigave so noge? (2004) (COBISS)
- Čigave so sledi? (2004) (COBISS)
- Čigavi  so rogovi? (2004) (COBISS)
- Kdo se oglaša? (2004) (COBISS)
- Kaj slišiš? (2005) (COBISS)
- Me poznaš? (2005) (COBISS)

### Slikanice
- Stonoga Tina išče moža (2008) (COBISS)
- Ples v zabojniku (2008) (COBISS)
- Listko in njegova življenja (2008) (COBISS)
- Stari Avto (2009) (COBISS)
- Dogodek v Mestnem logu (2009) (COBISS)
- Osel gre samo enkrat na led (2009) (COBISS)
- O soncu, ki ni moglo zaspati (2010) (COBISS)
- Trije dobri možje in ljubezen (2010) (COBISS)
- Doktor Medved (2011) (COBISS)
- Koza Zoja (2012) (COBISS)
- O petelinčku, ki se je učil kikirikati  (2012) (COBISS)
- Kako raste laž (2013) (COBISS)
- Bežimo vsi, strašni volk nas lovi (2014) (COBISS)
- Nimam časa (2015) (COBISS)
- Beli in črni muc (2015) (COBISS)
- Snežinke (2016) (COBISS)
- Pravi zaklad (2018) (COBISS)
- Jabolka so najboljša, ko jih zmanjka (2019) (COBISS)
- Strašni Karlo (2020) (COBISS)

### Slikopisi
- Razvajena muca Liza (2005) (COBISS)
- Lučko in poklici (2007) (COBISS)
- Lučko in prevozna sredstva (2007) (COBISS)
- Lumen i zanimanja (2007) (COBISS)
- Lučko in zimske radosti (2008) (COBISS)
- Lučko kuha (2008) (COBISS)

### Delovni zvezki
- En Korak do čistega Okolja (2009) (COBISS)

### Enciklopedije in leksikoni
- Mitološka bitja (2005) (COBISS)
- Prva ---, prvo ---, prvi ---: Pregled zanimivih odkritij (2006) (COBISS)
- Naj --- naj --- naj --- enciklopedija rekordov (2007) (COBISS)
- Države EU --- EU --- EU --- v času predsedovanja Slovenije (2008) (COBISS)

### Kvizi
- Kviz praznikov (2006) (COBISS)

### Zgoščenke
- Pojoče račke (2007) (COBISS)

## Nagrade in reference
- Leta 2009 je bila knjiga Ples v zabojniku nagrajena za najboljšo ekološko slikanico.
- Leta 2010 je bila knjiga Listko in njegova življenja nominirana za najboljšo ekološko slikanico.
- Leta 2012 je bila knjiga Doktor Medved nominirana za najboljšo ekološko slikanico.
- Leta 2016 je bila knjiga Beli muc in črni muc nominirana za nagrado Kristine Brenkove.
- Leta 2017 je bila knjiga Dve želji nominirana za nagrado Kristine Brenkove.
- Leta 2019 je bila knjiga Pod srečno zvezdo nominirana za nagrado Kristine Brenkove.
- Leta 2020 je bila knjiga Strašni Karlo nominirana za nagrado Kristine Brenkove.
- Leta 2022 je bila slikanica Sofijini copatki nominirana za nagrado Kristine Brenkove. Slikanica je prejela posebno nagrado za kakovostno povezovanje umetnostnih zvrsti.
- Veliko njenih knjig, med njimi Ples v zabojniku, Pošastozavri in jabolko spora, Osel gre samo enkrat na led, O soncu, ki ni moglo zaspati ... je bilo uprizorjenih v gledaliških igrah in gledališča z njimi gostujejo po celi Sloveniji.
- Enciklopedijo Države EU --- EU --- EU --- v času predsedovanja Slovenije je Slovenija odkupila za darila in promocijo.
- Knjigo Zobek Mlečko pri zobozdravniku sta občini Škofja Loka in Brezovica podarili »svojim« otrokom kot priporočljivo branje za zobno preventivo.
- Knjige za otroke s posebnimi potrebami zavzemajo priporočilna posebna mesta tudi med tujimi založniki. Izdali so jih založniki iz Španije, Italije, Turčije, Brazilije, Malezije, Koreje, Egipta, Poljske, Slovaške ...
- Knjiga Osel gre samo enkrat na led je na Portugalskem prejela nagrado za izvirno delo.
- Mnoge slikanice so v Rusiji in v Koreji predvajane kot risanke.